# أوفيديلية
أوفيديلية (الاسم العلمي: Ophidiella) هي جنيس من المتصورة،  تتبع جنس متصورة.